# Pedro Adrián Rivero
Pedro Adrián Rivero (Córdoba, Argentina, 6 de marzo de 1939 - 20 de marzo de 2011) fue un novelista argentino, intelectual perteneciente al movimiento literario de la década del 70. Fundador del grupo literario Los Escritores del Sótano.
Su obra, compuesta de cuentos y novelas, pertenece en su mayoría al género realismo mágico.

## Obras
- El Movimiento (Editorial Provincia - 1969)
- De cómo las creencias matan a las verdades (Editorial Zampetti S.R.L. - 1983)
- Crónicas, leyendas e historias populares (Editorial de la Municipalidad de Córdoba - 1994)
- Los gallos del diablo (Editora Alción - 1994)
- Valerio, Jabalí y la cuidadora de palomas (Editorial de la Municipalidad de Córdoba - 1997)
- Balbuceos con tres malas palabras (Editorial de la Municipalidad de Córdoba - 2001)

### Cuentos publicados en el diarioLa Voz del Interior
- 1967 “Veneno sí, “jerza”,no…”
- 1967 “El invento”
- 1968 “Julio Viernes”
- 1968 “La Máquina de escribir”
- 1968 “El movimiento”
- 1968 “El viaje”
- 1969 “El enredo”
- 1970 “El primer hombre que viajó a la luna”
- 1970 “El perro electrónico”
- 1975 “Mucho, poquito… algo sobre las hadas”
- 1975 “Hadadanga, el país de las hadas”
- 1976 “Eje, hojas y ojos”
- 1984 “A través de los animales no”
- 1988 “Única y verdadera historia del hombre santo y veloz”
- 1990 “Cristo llegará sano  salvo en el tren de las diez”

## Premios recibidos
- 1979 Banco Udecoop. Cuentos cortos.
- 1983 SRT Premio Leopoldo Lugones. Segunda mención por “Los Gallos del diablo”
- 1985 Fundación Fortabat. Mención Género novela por “Los Gallos del diablo”
- 1986 Premio municipal Luis José de Tejeda: Segunda mención por “Los Gallos del diablo”
- 1987 Fundación Fortabat. Primera mención en novela por “¡Ojo eh ojo!”
- 1994 Municipalidad de Córdoba Premio publicación “género narrativa por “Ojos, eje hojas” y “Hija del aire, el sol la lluvia”
- 1997 Premio Municipal Luis José de Tejeda: Mención género novela por “Contra el fondo”
- 1997 Premio municipal “Luis José de Tejeda”: Tercer Premio género novela por “Valerio, jabalí y la cuidadora de palomas”
- 2001 Premio municipal “Luis José de Tejeda”: Tercer Premio por el ensayo “Balbuceo con tres malas palabras
- 2004 Hoy día Córdoba: Tercer premio en narrativa fantástica por “Sobre Ángeles guardianes"